# Hvor korte Skinner bliver lange
Hvor korte Skinner bliver lange er en dansk dokumentarfilm fra 1945, der er instrueret af Ingolf Boisen.

## Handling
For at opnå jævnere kørsel svejser man nu de 15 m lange skinner sammen to og to. Statsbanernes elektriske svejseværksted i Fredericia. Gamle skinner rettes op. De slidte dele bortsaves og enderne tilslibes. Skinnerne lægges til rette i den elektriske svejsemaskine. En strøm med 10 volts spænding og 30000 amperes strømstyrke sendes gennem skinnerne. Ved skinneenderne opstår der så stor varme, at skinnerne svejses sammen. Transport af de svejsede skinner.